# 463 pr. n. št.
Stoletja: 6. stoletje pr. n. št. - 5. stoletje pr. n. št. - 4. stoletje pr. n. št.
Desetletja: 510. pr. n. št. 500. pr. n. št. 490. pr. n. št. 480. pr. n. št. 470. pr. n. št. - 460. pr. n. št. -  450. pr. n. št. 440. pr. n. št. 430. pr. n. št. 420. pr. n. št. 410. pr. n. št.
Leta:  468 pr. n. št. 467 pr. n. št. 466 pr. n. št. 465 pr. n. št. 464 pr. n. št. - 463 pr. n. št. - 462 pr. n. št. 461 pr. n. št. 460 pr. n. št. 459 pr. n. št. 458 pr. n. št.